# Nossa Senhora da Piedade (Ourém)
Nossa Senhora da Piedade is een plaats (freguesia) in de Portugese gemeente Ourém en telt 6712 inwoners (2001).